# Хюрхьебё, Сиссель
Си́ссель Хюрхьебё (норв. Sissel Kyrkjebø [ˈsɪsəl ˈçʏʁçəˌbʷøː]; род. 24 июня 1969, Берген, Норвегия) — норвежская исполнительница, обладающая самым высоким типом певческого голоса — сопрано — и работающая в нескольких музыкальных направлениях. В своей творческой деятельности использует лишь имя, в связи с чем более узнаваема как просто Сиссель. Известна преимущественно благодаря участию в церемониях открытия и закрытия проходивших в Лиллехаммере Зимних Олимпийских игр 1994 года, вокализу, звучащему в кинофильме Джеймса Кэмерона «Титаник», а также дуэтам с такими исполнителями, как Пласидо Доминго, Хосе Каррерас, Брин Терфель, Warren G и др. Поёт не только на родном норвежском, но и на некоторых других языках, включая английский, датский, итальянский, латинский, русский, французский и шведский. Является Послом доброй воли ЮНИСЕФ от Норвегии.

## Биография
С девяти до шестнадцати лет Сиссель пела в детском хоре. В 1983 впервые выступила на норвежском телевидении. Тремя годами позже состоялся релиз её дебютного именного альбома — Sissel, — разошедшегося тиражом, численно превысившим отметку в пятьсот тысяч копий. В 1987 отклонила предложение представлять Норвегию на конкурсе песни «Евровидение». В феврале 1994 участвовала в церемониях открытия и закрытия проходивших в Лиллехаммере Зимних Олимпийских игр, где была замечена испанским оперным певцом Пласидо Доминго, позднее выпустившим совместно с Сиссель англоязычную версию гимна XVII Игр. Тогда же вышел диск под названием Innerst i sjelen (рус. «В глубинах моей души»), один из треков с которого — Eg veit i himmerik ei borg (рус. «Я знаю о за́мке в небесах») — привлёк внимание работавшего на тот момент над саундтреком к кинофильму «Титаник» композитора Джеймса Хорнера, в итоге пригласившего артистку записать вокализ для данной картины. С 2000-х начала активное продвижение на мировой музыкальный рынок, охватив такие страны, как Великобритания, США и Япония. В настоящее время сосредоточена на концертной деятельности в Скандинавии.
В период с 1993 по 2004 год Сиссель состояла в браке с датским шоуменом Эдди Сколлером, от которого имеет двух дочерей. В 2013 вышла замуж за норвежского налогового юриста Эрнста Равнааса.

## Дискография
Данный раздел содержит сведения о сольных альбомах Сиссель Хюрхьебё. Информация о полной дискографии певицы размещена в тематической англоязычной статье.
| Альбом                        | Релиз          |
| ----------------------------- | -------------- |
| Sissel                        | 1986, Норвегия |
| Glade jul                     | 1987, Норвегия |
| Soria Moria                   | 1989, Норвегия |
| Gift of Love                  | 1992, Норвегия |
| Innerst i sjelen              | 1994, Норвегия |
| All Good Things               | 2000, Норвегия |
| In Symphony                   | 2001, Норвегия |
| Sissel                        | 2002, США      |
| My Heart                      | 2003, Норвегия |
| Nordisk vinternatt            | 2005, Норвегия |
| Into Paradise                 | 2006, США      |
| Northern Lights               | 2007, США      |
| Strålande jul (Sissel og Odd) | 2009, Норвегия |
| Til deg                       | 2010, Норвегия |